# Le Nouveau Journal (Belgique)
Pour les articles homonymes, voir Le Nouveau Journal.
 (avril 2018).
Le Nouveau Journal est un quotidien collaborationniste belge paru entre 1940 et 1944. 

## Histoire
Pendant la Seconde Guerre mondiale, Le Nouveau Journal est le principal quotidien de la collaboration en Belgique francophone. Il est fondé par Paul Colin, Nicolas Barthélemy et Robert Poulet, peu après l'occupation de la Belgique par les troupes allemandes. 
Paul Colin en est le directeur de publication jusqu'à son assassinat par la Résistance en 1943, Robert Poulet est rédacteur en chef, Nicolas Barthélemy est directeur financier et journaliste. Le Nouveau Journal cesse de paraître à la Libération. 
Certaines sources prétendent que le baron de Launoit aurait été à l’origine des fonds de financement, d’autres ont avancé les noms du banquier Charles Fabri, voire d’Albert Devèze et du comte Maurice Auguste Lippens, notabilités libérales. 
En réalité, au moment de l’emprisonnement de Robert Poulet après la libération de la Belgique, son épouse dévoilera être en possession de lettres du comte Capelle, l’aide de camp et secrétaire de Léopold III, prouvant que le journal avait été financé par des fonds prélevés sur la cassette royale[réf. nécessaire]. Robert Poulet sera libéré et conduit discrètement à la frontière puis interdit de séjour en Belgique.